# Francisco de Mendavia
Francisco de Mendavia es el obispo predecesor de Antonio de Valdivieso en el puesto de obispo de la Diócesis de León. Fue nombrado ordinario de la Diócesis el 3 de agosto de 1537, ordenado el 2 de agosto de 1538.
Fue perseguido por los opresores de los indígenas.
Murió el 6 de octubre de 1540.

## Sucesión
| Predecesor: Venerable Diego Alvaréz de Osorio | Obispo de la Diócesis de León 1537 - 1540 | Sucesor: Antonio de Valdivieso |